# Петров, Роман Ильич
Рома́н Ильи́ч Петро́в (1 августа 1919 — 14 июня 1944) — Герой Советского Союза (1945), командир танка 46-го гвардейского отдельного танкового полка (23-я армия, Ленинградский фронт), гвардии младший лейтенант.

## Биография
Роман Ильич Петров родился в станице Усть-Белокалитвинской в семье рабочего. Русский.
Командир танка гвардии младший лейтенант Петров отличился при проведении разведки боем на выборгском направлении. 13 июня 1944 года его танк был подбит, экипаж почти сутки оставался в своей машине на нейтральной полосе. Когда 14 июня 1944 года началась атака полка, поддержал огнём подход танков к надолбам, корректировал артиллерийский огонь других танков. Погиб в этом бою.

## Награды
- Звание Героя Советского Союза присвоено 24 марта 1945 года посмертно.
- Орден Ленина.
- Орден Отечественной войны 2 степени[2].
- Медаль «За оборону Ленинграда» (1942).

## Память
- Похоронен у посёлка Ольшаники Выборгского района Ленинградской области.
- В городе Белая Калитва установлена мемориальная доска.
- Именем Героя названы улица и школа № 1, где он учился.
- Установлен бюст в школе № 1, подарок скульптора выпускника МОУ СОШ № 1 Т. А. Кахорова.
- В посёлке Первомайское Выборгского района Ленинградской области в границах «Кивеннапа-Север» центральная улица названа именем героя.
- Именем героя назван МБОУ "Первомайский ЦО"
- В 2020 году к 75 летию Великой Победы в жилом комплексе «Кивеннапа-Север» (Выборгский район Ленинградской области) установлен и облагорожен памятный камень Роману Ильичу Петрову.